# Templo de Júpiter Estator (século II a.C.)
Templo de Júpiter Estator foi um templo da Roma Antiga dedicado a Júpiter Estator, uma das muitas formas do deus romano Júpiter. 
Juntamente com o Templo de Juno Regina, dedicado à deusa Juno "rainha", e o circundante Pórtico dos Metelos (reconstruído depois como Pórtico de Otávio), e foi construído por Quinto Cecílio Metelo Macedônico depois de seu triunfo em 146 a.C. Ele é chamado de Aedes Iovis Metellina e Aedes Metelli. Foi dentro no Pórtico dos Metelos, perto do Circo Flamínio e sabe-se que seu local exato está hoje debaixo da igreja Santa Maria in Campitelli. O Templo de Juno Regina estava nas imediações, a oeste, do outro lado da Via della Tribuna di Campitelli.
Veleio não afirma diretamente que Metelo construiu ambos os templos, mas esta é a inferência natural da passagem. Diz-se também que ele teria sido o primeiro a construir um templo em Roma inteiramente de mármore e a afirmação provavelmente se aplica às duas estruturas. Em frente dos templos, Metelo colocou as estátuas equestres dos generais de Alexandre, o Grande, de Lísipo, e neles foram abrigados diversas obras de arte famosas.
Segundo Vitrúvio (iii.2.5), o Templo de Júpiter foi obra de Hermodoro de Salamina e era um hexastilo peripteral com seis colunas ao longo dos lados curtos e onze nos longos. O espaço entre as colunas era igual ao espaço entre as colunas e a parede da cela. Como não havia inscrições nos templos e estavam evidentes representações de um lagarto e um sapo entre as decorações (σαύρα, βάτραχος), uma lenda surgiu de que os arquitetos teriam sido dois espartanos, Saurus e Batrachus; outra história conta que, como as decorações do Templo de Júpiter pertenciam ao de Juno e vice-versa, as estátuas das divindades foram instaladas nas celas erradas por erro dos operários. A ideia de que um capitel jônico, atualmente em San Lorenzo fuori le Mura, seja destes templos já foi abandonada.

## Localização
| Planimetria do Campo de Marte meridional |
| --- |
| Tibre Navália Circo Flamínio Teatro de Marcelo T. de DianaC T. da Piedade T. de Jano T. de Juno T. de Spes Templo de Belona Templo de Apolo Sosiano Templo de Júpiter Estator Templo de Juno Regina Pórtico de Otávia Portico de Filipo T. de Hércules Portico de Otávio Teatro de Balbo Cripta de Balbo Portico de Minúcio T. das Ninfas Diribitório T. de Juturna T. da Fortuna T. de Ferônia T. dos Lares Permarinos Cúria de Pompeu Portico de Pompeu Teatro de Pompeu Templo da Vênus Victrix Templo de Marte Santuário de Hércules Grande Vigia Templo de Castor e Pólux Ponte Fabrício Ilha Tiberina Pórtico dos Máximos T. de Netuno Pórtico dos Deuses Vila Pública Hecatostilo T. da Fortuna Equestre Anfiteatro de Estacílio Tauro (?) |